# Microsoft Pay
Microsoft Pay (anteriormente Microsoft Wallet) é um serviço de pagamento móvel e carteira digital da Microsoft, que permite aos usuários efetuar pagamentos e armazenar cartões de fidelidade em determinados dispositivos. Atualmente, é compatível com o navegador Microsoft Edge. O Microsoft Pay não exige terminais de pagamento sem contato específicos e pode funcionar com terminais sem contato existentes caso sejam usados em dispositivos móveis. Assim como o Android Pay, o Microsoft Pay utiliza emulação de cartão Host (HCE) para fazer pagamentos na loja.
O nome original do serviço também foi usado inicialmente para um recurso de gerenciador de cartão de crédito presente no Internet Explorer 4 e posterior, que exigia suporte de cada site para funcionar.

## História
O Microsoft Wallet foi lançado em 21 de junho de 2016 nos Estados Unidos. Ele foi lançado a princípio para os participantes do programa Windows Insider da Microsoft e logo depois disponibilizado ao grande público em 16 de agosto de 2016 com o lançamento da Atualização de Aniversário do Windows 10 Mobile. O serviço foi lançado somente para o Windows 10 Mobile juntamente com uma atualização do aplicativo Wallet da Microsoft.
O lançamento do serviço Microsoft Wallet estabeleceu a própria plataforma de pagamento móvel pertencente à Microsoft, fazendo que ela contornasse suas dependências anteriores de terceiros para pagamentos sem contato em smartphones baseados em Windows. O sistema operacional móvel da Microsoft já havia aceitado pagamentos sem contato para aparelhos equipados com NFC já em 2012 no Windows Phone 8 e no aplicativo Wallet original. Porém, no sistema operacional anterior, a Microsoft dependia da intervenção de terceiros para possibilitar os pagamentos. As operadoras de telefonia móvel foram obrigadas a dar suporte a isso distribuindo cartões SIM de elemento seguro aos clientes. Além disso, nos Estados Unidos, as operadoras de telefonia móvel AT&T, T-Mobile e Verizon exigiram o uso de sua plataforma de joint venture, Softcard, para o processo dos pagamentos. Quando a Softcard foi comprada (e logo depois fechada) pelo Google no início de 2015, ela deixou a plataforma Windows sem um sistema de pagamento sem contato viável nos Estados Unidos.
A nova plataforma garante à Microsoft coordenar diretamente com instituições financeiras e emissores de cartão de crédito para efetuar pagamentos por aproximação em smartphones baseados em Windows, começando nos Estados Unidos. Em 15 de novembro de 2017, a Microsoft mudou o nome Microsoft Wallet para Microsoft Pay e permitiu que os pagamentos fossem processados através dela no Edge.
| Data                | Suporte para cartões de pagamento emitidos em |
| ------------------- | --------------------------------------------- |
| 21 de junho de 2016 | Estados Unidos                                |